# Polycentropus aztecus
Polycentropus aztecus là một loài Trichoptera trong họ Polycentropodidae. Chúng phân bố ở vùng Tân nhiệt đới và vùng Tân Bắc giới.